# Cirque du Soleil

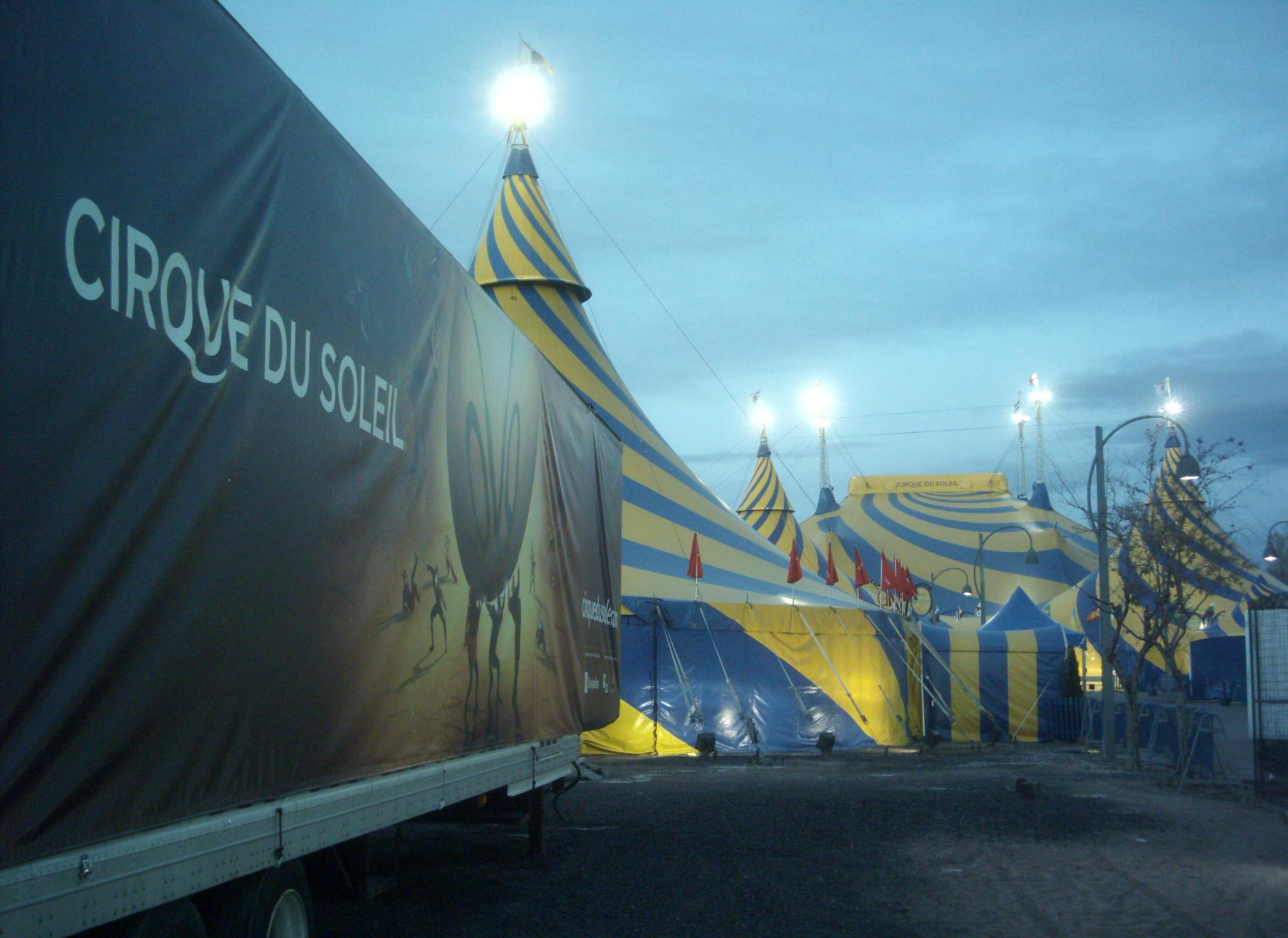
Il quartier generale del Cirque du Soleil nel porto di Montréal.

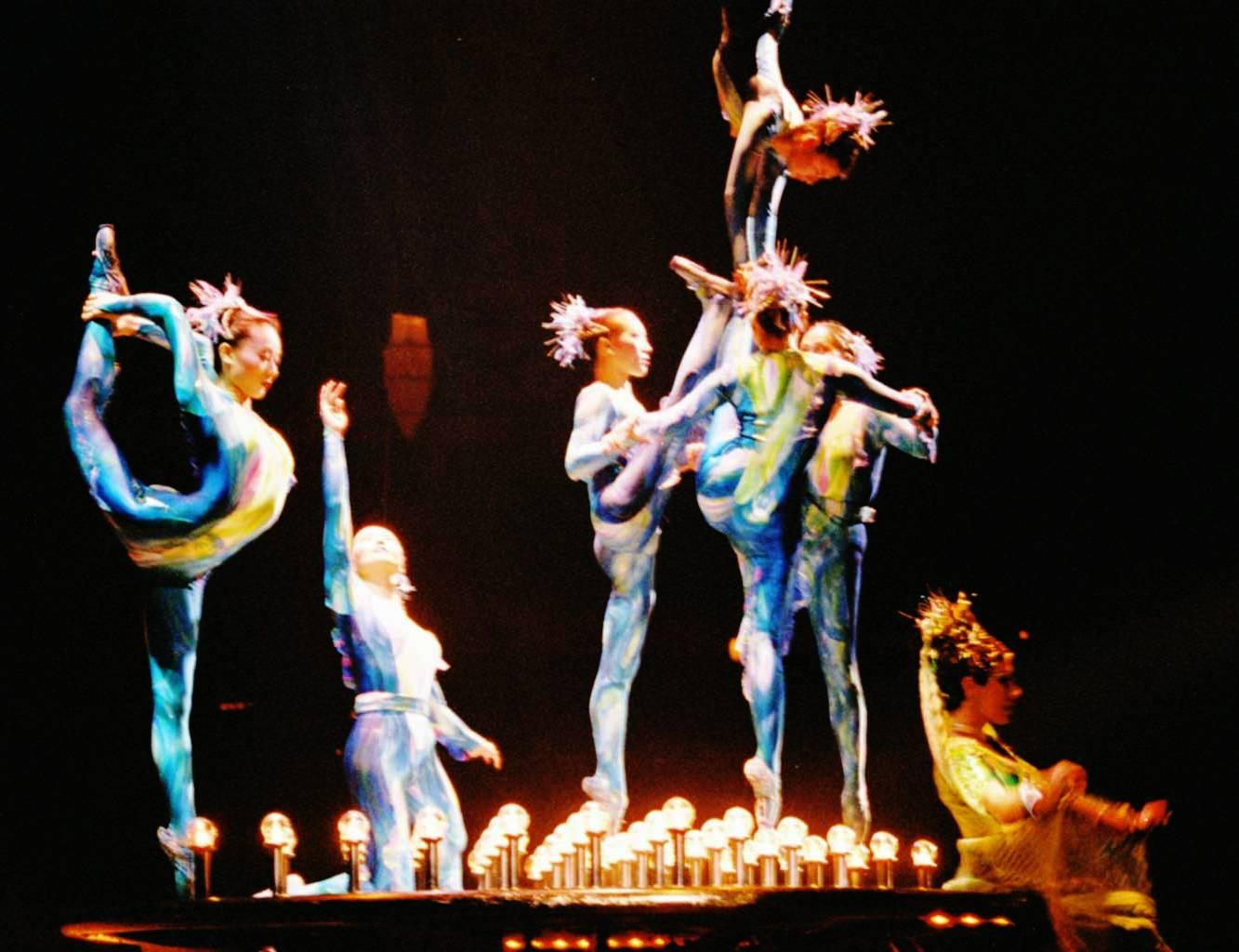
Un'immagine dello spettacolo Dralion a Vienna.

Il circo du Soleil è un'impresa internazionale di spettacoli dal vivo e non, fondata a Montréal (Canada) nel 1984, principalmente basata su produzione di sofisticati spettacoli circensi, sia itineranti sia per luoghi fissi appositamente edificati, nonché in forme di eventi speciali. Ha ideato, prodotto, distribuito e rappresentato spettacoli a circa 180 milioni di spettatori dal vivo, in 450 città di 90 Paesi dei cinque continenti. Il gruppo è inoltre titolare del marchio di spettacoli musicali Blue Man Group e del format mondiale di illusionismo The Illusionists.

## Storia
Fondato nel 1984 dall'ex-mangiatore di fuoco allora ventitreenne Guy Laliberté a Montréal insieme a Gilles Ste-Croix e Daniel Gauthier, ha circa 5000 dipendenti, che animano 14 spettacoli in tournée con tendoni in tutto il mondo, e altri 10 spettacoli stabili, ognuno con differenti tematiche a Montréal, a Las Vegas (8 spettacoli), a New York, a Orlando e a Playa del Carmen.
A causa della pandemia del coronavirus scoppiata in tutto il mondo nel 2020, Cirque du Soleil, attraverso un video realizzato da Daniel Lamarre, ha annunciato il 19 marzo 2020 che 4.679 dipendenti, il 95% dell'intero staff, sarebbe stato licenziato con effetto immediato in seguito al mancato guadagno dovuto alla cancellazione dei 44 show attivi nel mondo. Nel mese di giugno dello stesso anno annuncia di voler ricorrere a una procedura controllata di bancarotta. Tale procedura si è conclusa nel novembre 2020 con l'acquisizione dell'impresa da parte di una compagnia creata dai creditori. La ristrutturazione aziendale, guidata dalla finanziaria Ernst & Young,  ha permesso l'insediamento di un nuovo consiglio di amministrazione e una ricapitalizzazione dell'impresa.

## Le particolarità

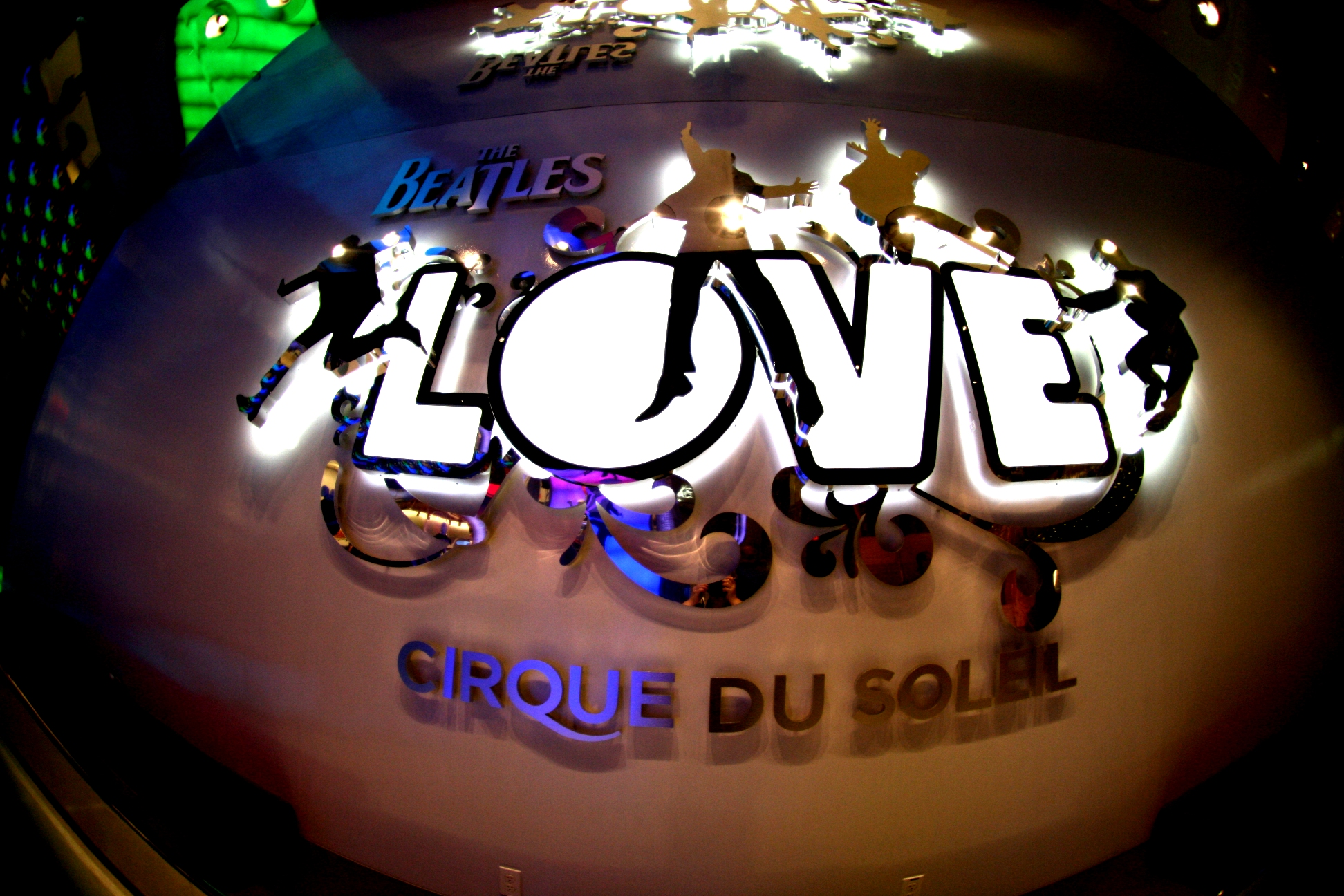
Il cartellone pubblicitario dello spettacolo LOVE, dedicato ai Beatles.

I fondatori del circo hanno valorizzato il repertorio classico circense con le tecniche produttive e i processi creativi propri al mondo del teatro e dello spettacolo di massa.
Molti dei numeri e degli artisti provengono da diverse scuole circensi, ad esempio la scuola russa o cinese, nonché da famiglie circensi di tradizione, poi assimilati allo stile dello stesso Cirque du Soleil.
La compagnia è stata premiata nella Canada's Walk of Fame.
Allo spettacolo "O" ha contribuito Sylvie Fréchette, famosissima e olimpionica sincronetta canadese.

## La musica
La parte musicale degli spettacoli (prodotta in esclusiva per gli stessi) è totalmente diversa da quella dei circhi di stampo tradizionale. Composte, tra gli altri, da René Dupéré e Benoît Jutras, le colonne sonore di ogni show sono rigorosamente eseguite sempre dal vivo e quindi completamente differenti una dall'altra anche nello stile e negli strumenti musicali utilizzati per dare l'atmosfera voluta: abbondanza di percussioni per Dralion, stile italiano che ricorda Rota e i suoi lavori per Fellini, Morricone, Vivaldi e Mancini, fisarmoniche e violini in Alegria, sassofoni e pianoforti per Zumanity; gli spunti vengono attinti da tutti i generi musicali, world music, tango, new age.
Inoltre, le colonne sonore sono anche registrate su CD venduti al pubblico; quello di maggiore successo è stato Alegría, contenente tra gli altri l'omonimo famoso brano trilingue.

## Gli spettacoli

### Spettacoli in tournée
Gli spettacoli in tournée sono (Paesi visitati, non aggiornato):
- Amaluna, in Sud America, Italia
- Kooza, nel Regno Unito e Svizzera
- Kurios, in Giappone, Italia
- Luzia, in Canada ed USA
- OVO, in Taiwan e Giappone, Italia
- TOTEM, in Spagna, Germania, Italia
- Varekai, in Messico, Canada e Italia
- Toruk, in Stati Uniti, Canada e Italia
- Volta, USA
- Crystal, Messico
- Bazzar, India, Turchia, Egitto
- Alegria - A New Light, Canada, Italia, Belgio
- Axel, Canada
- Corteo, Canada, Italia

### Spettacoli stabili  (non aggiornato)
- a Las Vegas
  - Criss Angel MINDFREAK® LIVE!, presso il Luxor Hotel Casinò
  - Kà, presso l'MGM Grand Hotel
  - LOVE (avente come argomento i Beatles), presso il Mirage Hotel
  - Michael Jackson: One, presso il Mandalay Bay Resort and Casino
  - Mystère, presso il Treasure Island Hotel
  - O, presso il Bellagio Hotel
  - Zumanity, presso il New York-New York Hotel
  - R.U.N., presso il Luxor Hotel
- a Amburgo
  - Paramour, presso il Stage Theater Neue Flora
- a Orlando
  - La Nouba, presso il Walt Disney World Resort
- a Playa del Carmen
  - JOYÀ, presso il Cirque du Soleil Theater
- a Hangzhou
  - X - The Land of Fantasy, presso il Cirque du Soleil Theater
- a Barcellona
  - Messi 10, presso il Cirque du Soleil Theater
- a Malta
  - Vitori, presso il Mediterranean Conference Centre
- a Chicago
  - Twas the Night Before..., presso il The Chicago Theatre
- a New York
  - Twas the Night Before..., presso il Madison Square Garden

### Spettacoli passati
Gli spettacoli non più rappresentati sono:
- Corteo, 2005-2015. Di nuovo[quando?]in tournée
- Delirium: un concerto musicale ed una rappresentazione teatrale/multimediale uniti in un unico "arena show", che abbina gli arrangiamenti delle più famose canzoni del Cirque du Soleil con l'esecuzione di numeri acrobatici, il tutto supportato da una scenografia (palco, luci, effetti speciali, proiezioni giganti) tecnologicamente all'avanguardia, 2006-2008.
- Dralion, 1999-2015.
- Quidam, 1996-2016
- Michael Jackson: The Immortal World Tour, 2011-2014.
- Nouvelle expérience, 1990-1993.
- Fascination, 1992.
- IRIS, 2011-2012
- Le cirque réinventé, 1987-1990.
- La magie continue, 1986.
- Le grand tour, 1984-1985.
- Saltimbanco, 1992-2012.
- Zarkana, 2011-2016.
- Wintuk, 2007-2011.
- Alegría, 1994-2013, tra i più longevi della compagnia.

### Eventi speciali
- Il sogno di Volare: durante la notte bianca di Lecce del 5 dicembre 2008, nella piazza barocca di Sant'Oronzo è stato eseguito uno spettacolo ispirato a Leonardo da Vinci e Cristoforo Colombo.[8].
- Scalada (2013), Scalada Mater Natura (2014) e Scalada Storia (2015), tris di show dedicati al Principato di Andorra
- Alla Vita![9], show esclusivo per l'Expo 2015 di Milano.
- Cirque du soleil at the sea: Spettacoli realizzati esclusivamente per la compagnia di navigazione MSC Crociere. Vengono messi in scena in appositi teatri a bordo delle navi da crociera MSC Meraviglia ed MSC Bellissima.

## Cinema
Nel 2012 è stato realizzato un film in 3D, diretto da Andrew Adamson e prodotto da James Cameron, nel quale sono riprese le performance eseguite negli spettacoli O, KÀ, Mystère, Viva Elvis, Criss Angel Believe, Zumanity e Love.

## Apparizioni nella cultura di massa
- Nell'episodio Tormenti di neve dei Simpson, si vede la famiglia assistere a uno spettacolo del Cirque du Purée, chiara parodia di quello canadese, mentre in South Park ce n'è un'altra con il nome Cirque de Cheville.
- Nel primo episodio della settima serie di CSI: Crime Scene Investigation, dal titolo Costruito per uccidere, Grissom e la sua squadra indagano su un crimine avvenuto nel backstage dello spettacolo Kà.
- Dell'album Alegria fa parte anche il brano Jeux d'enfants, che è stato la sigla del programma di Rai 3 Ballarò.
- Una divisione "Special Events" si occupa della presenza del Cirque du Soleil in occasione di importanti eventi. In particolare, è stato presente alle cerimonie di apertura e chiusura dei XX Giochi olimpici invernali di Torino, sul palco dell'Oscar con estratti dei loro numerosi show nell'edizione 2002, a Sanremo 2004, a Expo 2008, e hanno aperto la finale dell'Eurovision Song Contest 2009 a Mosca. È stato presente ad Expo 2015 dal 15 maggio al 30 agosto con lo show esclusivo "Alla vita!".[9]
- Reflections in Blue, uno spettacolo acquatico con una sola replica, è stato rappresentato alla cerimonia di apertura dei campionati mondiali di nuoto il 16 luglio 2005 a Montreal.
- Guy Laliberté, il fondatore, ha pensato che la sua "creatura" potesse essere d'aiuto ai giovani in difficoltà, e gli introiti di alcune rappresentazioni sono interamente devoluti in beneficenza o alla scuola interna al circo stesso. Inoltre, tutti gli accessori, gli oggetti e i costumi di scena vengono confezionati nella cosiddetta "Fabrique" a Montreal, laboratorio costruito in una zona urbana particolarmente desolata e difficile. Su una ex discarica, l'edificio ricicla il gas metano prodotto dal suolo per produrre energia.
- Sono stati prodotti anche due spettacoli televisivi, Solstrom e Fire Within oltre ai DVD di tutti gli spettacoli itineranti, e di alcuni tra quelli stabili.
- In una puntata di Scrubs, Turk parla delle fantasie che ha su Elliot, che sono strane appunto alla Cirque Du Soleil.
- Nel film d'animazione Madagascar 3 - Ricercati in Europa, gli animali protagonisti decidono di fondare un circo di soli animali, in chiara contrapposizione parodica di quello del Cirque du Soleil di soli umani, esso sarà poi citato indirettamente da Alex come "francesi-canadesi" nel suo discorso di rinnovamento della compagnia. Anche numerose scenografie degli spettacoli sono nel classico stile onirico del famoso circo canadese.
- In tre edizioni di MasterChef (britannica, spagnola e ovviamente canadese) una prova a squadre prevedeva di cucinare per il cast del Cirque.
- A partire dagli ultimi episodi del 2020 di Raw della WWE, Reginald, ex membro del Cirque, appare come sommelier personale di Carmella e ha l'occasione di combattere alcuni match, in cui esibisce le sue doti di acrobata con salti e piroette.